# Iconos
Iconos é o décimo álbum de estúdio do cantor estadunidense Marc Anthony, lançado em 2010. O álbum contém regravações de consagradas baladas latinas, sendo o segundo álbum do cantor dedicado ao gênero pop latino desde Amar Sin Mentiras (2004). Iconos foi lançado em 14 de maio de 2010 no continente europeu através da Ariola Records e em 25 de maio do mesmo ano nos Estados Unidos pela Sony Music Latin.

## Descrição
Iconos foi produzido pelo próprio Marc Anthony em parceria com Julio Reyes. O álbum possui dez faixas, sendo oito regravações e duas canções inéditas compostas por Reyes. Os cantores latinos homenageados por Anthony em seu trabalho foram: José José, Juan Gabriel, Roberto Carlos, La Mafia e José Luis Perales, cantor original e compositor do single principal do álbum. As canções selecionadas pelo próprio Marc Anthony para o álbum foram: "Almohada"e "El Triste" (originalmente gravadas por José José); "Abrázame Muy Fuerte", "Te Lo Pido Por favor" e "Ya Lo Sé Que Tú Te Vas" (eternizadas na voz de Juan Gabriel); "Amada Amante" (lançada pelo cantor brasileiro Roberto Carlos em seu álbum homônimo de 1971); entre outras canções.
O primeiro single do álbum foi a faixa "Y Cómo Es Él", composta e lançada originalmente por José Luis Perales. O single foi lançado em 8 de abril e disponibilizado em plataformas digitais em 12 de abril de 2010, pela Sony Music.
O segundo single foi "Abrázame Muy Fuerte", originalmente gravada pelo cantor mexicano Juan Gabriel. É a segunda regravação de uma canção do artista por Marc Anthony, depois de "Hasta Que Te Conocí" no início de sua carreira.
A faixa "El Triste", por sua vez, provou-se de certa dificuldade para Anthony, que afirmou: "quando você começa a cantá-la, descobre a grandeza daquela voz espetacular e dicção especial de José José, além de sua maneira incrível de performar". Apesar do destaque na mídia e de publicidade, a canção não veio a ser lançada como single.

## Faixas
| N.º            | Título                    | Compositor(es)                | Duração |  |
| 1.             | "Almohada"                | Jorge Adán Torres             | 4:21    |  |
| 2.             | "El Triste"               | Roberto Cantoral              | 5:19    |  |
| 3.             | "Y Cómo Es Él"            | José Luis Perales             | 4:00    |  |
| 4.             | "Abrázame Muy Fuerte"     | Juan Gabriel                  | 4:34    |  |
| 5.             | "Te Lo Pido Por Favor"    | Juan Gabriel                  | 3:27    |  |
| 6.             | "Amada Amante"            | Roberto Carlos, Erasmo Carlos | 3:56    |  |
| 7.             | "Vida"                    | Armando Larrinaga             | 4:39    |  |
| 8.             | "Ya Lo Sé Que Tú Te Vas"  | Juan Gabriel                  | 4:54    |  |
| 9.             | "A Quién Quiero Mentirle" | Julio Reyes                   | 4:13    |  |
| 10.            | "Maldita Sea Mi Suerte"   | Julio Reyes                   | 4:01    |  |
| Duração total: | Duração total:            | Duração total:                | 43:24   |  |

## Desempenho comercial

### Paradas musicais
| Parada musical (2010)                       | Melhor posição |
| ------------------------------------------- | -------------- |
| Espanha - PROMUSICAE                        | 1              |
| Estados Unidos - Billboard 200              | 11             |
| Estados Unidos - Billboard Top Latin Albums | 1              |
| Estados Unidos - Billboard Latin Pop Albums | 1              |
| México - AMPROFON                           | 3              |
| União Europeia - European Top 100 Albums    | 38             |